# Rue Rosa-Bonheur (Paris)
Pour les articles homonymes, voir Rue Rosa-Bonheur.
La rue Rosa-Bonheur est une voie située dans le quartier Necker du 15e arrondissement de Paris.

## Situation et accès
Longue de 144 mètres, elle commence au 78, avenue de Breteuil et finit au 157, avenue de Suffren.
Le quartier est desservi par la ligne 6 à la station Sèvres-Lecourbe.

## Origine du nom

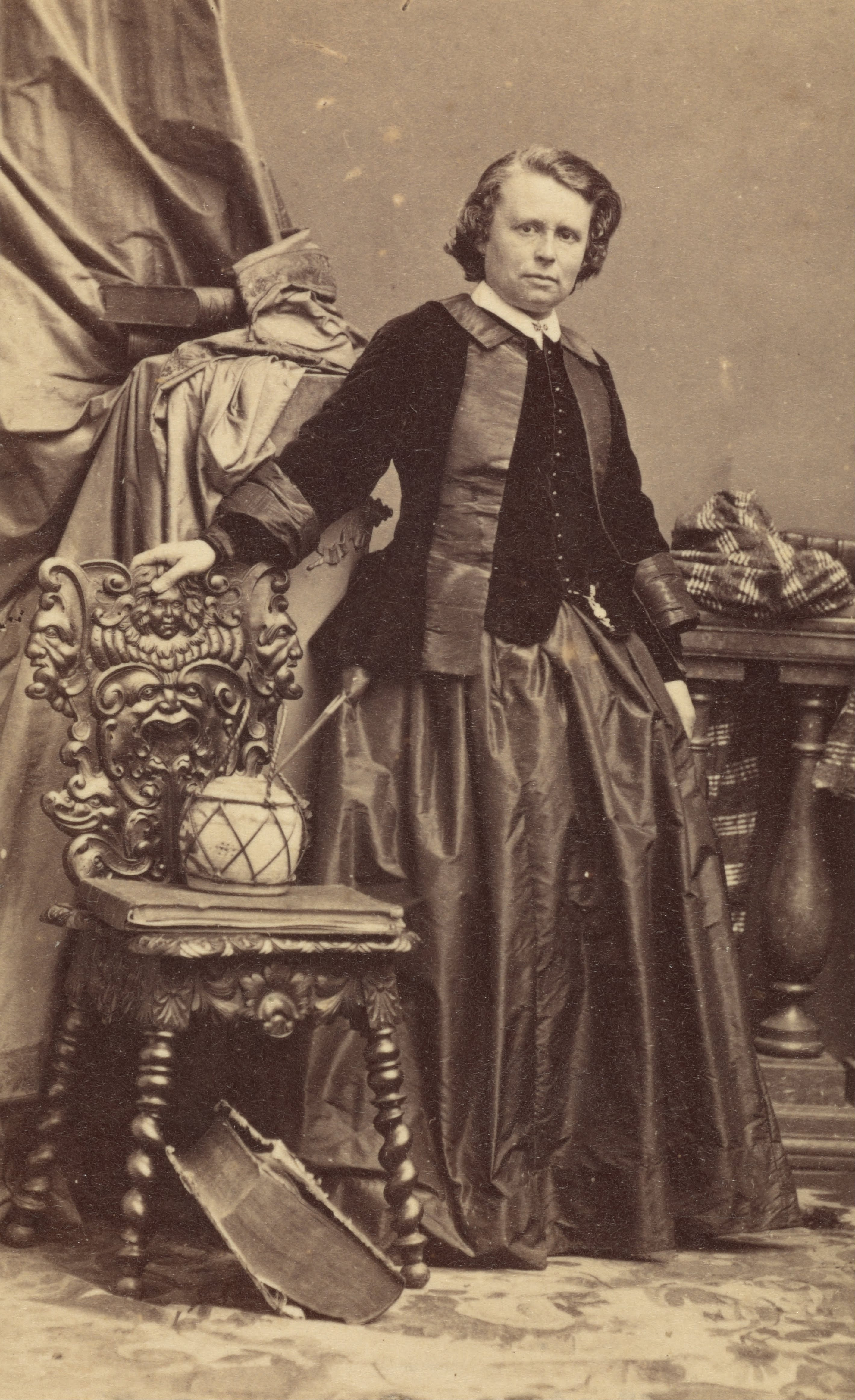
Rosa Bonheur.

Elle porte le nom de la peintre animalière Marie-Rosalie Bonheur, dite Rosa Bonheur (1822-1899).

## Historique
La voie est ouverte et prend sa dénomination actuelle en 1900, sur l’emplacement de l’ancien abattoir de Grenelle.
Sous l’Occupation, cette rue fait partie de celles que le capitaine Paul Sézille, directeur de l’Institut d'étude des questions juives, voulait marquer d’une étoile jaune, en raison de l’origine juive de Rosa Bonheur. Ce projet n’aboutira pas.

## Bâtiments remarquables et lieux de mémoire
- Au numéro 8 de la rue, depuis 2013, la Ville de Paris a le projet d'acquérir et réhabiliter un immeuble en vue de la création de logements sociaux[3].

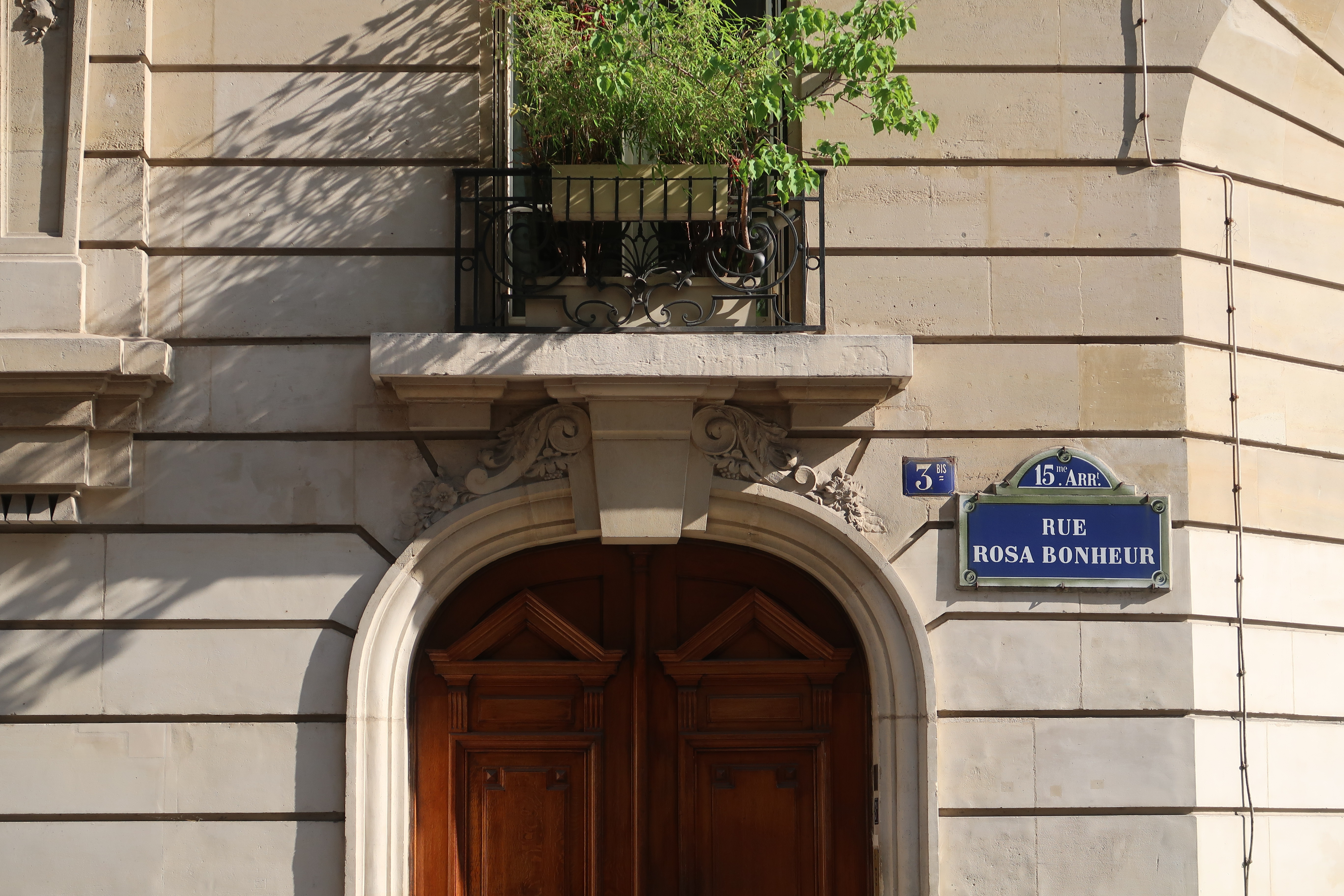
No 3 bis.